# Royal Belgian Caviar
Royal Belgian Caviar is een Belgisch kaviaarmerk van steurkwekerij Joosen-Luyckx Aqua Bio uit Turnhout.

## Historiek
Het product werd vanaf 1989 ontwikkeld door bioloog Willy Verdonck en in 2002 gelanceerd door Flor Joosen en was het eerste Belgische kaviaarmerk.